# Eliurus webbi
Eliurus webbi é uma espécie de roedor da família Nesomyidae.
Apenas pode ser encontrada em Madagáscar.
Os seus habitats naturais são: florestas secas tropicais ou subtropicais. Está ameaçada por perda de habitat.